# Payns
Payns település Franciaországban, Aube megyében. Lakosainak száma 1396 fő (2022. január 1.). Payns Mergey, Le Pavillon-Sainte-Julie, Saint-Lyé, Savières és Villacerf községekkel határos.

## Népesség
A település népessége az elmúlt években az alábbi módon változott:
| Lakosok száma | 912  | 768  | 867  | 1097 | 1321 | 1346 | 1363 | 1374 | 1375 | 1396 |
|               | 1968 | 1982 | 1990 | 2006 | 2013 | 2015 | 2017 | 2019 | 2020 | 2022 |